# Evangelische Kirche in Deutschland
| Evangelische Kirche in Deutschland           | Evangelische Kirche in Deutschland       |
| -------------------------------------------- | ---------------------------------------- |
| Logo der Evangelischen Kirche in Deutschland |                                          |
| Basisdaten                                   |                                          |
| Ratsvorsitzende:                             | Kirsten Fehrs                            |
| Präses der Synode:                           | Anna-Nicole Heinrich                     |
| Präsident des Kirchenamtes:                  | Hans Ulrich Anke                         |
| Gründungsjahr:                               | 1945                                     |
| Mitgliedskirchen:                            | 20                                       |
| Mitglieder:                                  | 17,980 Mio. (21,5 %) (31. Dezember 2024) |
| Mitglieder Vorjahr:                          | 18,560 Mio. (21,9 %) (31. Dezember 2023) |
| Sitz in Hannover                             |                                          |
| Anschrift:                                   | Herrenhäuser Straße 12 30419 Hannover    |
| Website:                                     | www.ekd.de                               |

Die Evangelische Kirche in Deutschland (EKD) ist eine Gemeinschaft von 20 lutherischen, unierten und reformierten Kirchen in Deutschland. Die selbständigen Gliedkirchen haben ungeachtet ihres unterschiedlichen Bekenntnisstandes uneingeschränkte Kanzel- und Abendmahlsgemeinschaft.
Die zentrale Verwaltungsbehörde der EKD, das Kirchenamt, befindet sich in Hannover-Herrenhausen. Ihre Rechtsform ist die einer Körperschaft des öffentlichen Rechts.
Die EKD unterstützt die Konferenz Europäischer Kirchen (KEK), der sie mit anderen protestantischen, anglikanischen, orthodoxen Kirchen und der Altkatholischen Kirche aus nahezu allen Ländern Europas angehört. Sie ist Mitglied in der Arbeitsgemeinschaft Christlicher Kirchen in Deutschland (ACK). Außerdem gehören alle Gliedkirchen der Gemeinschaft Evangelischer Kirchen in Europa und dem Ökumenischen Rat der Kirchen an.
Ende 2024 waren 17,980 Millionen Menschen oder 21,5 % der Gesamtbevölkerung Deutschlands Mitglied der evangelischen Landeskirchen. Im Vorjahr waren 18,560 Millionen Menschen oder 21,9 % der Gesamtbevölkerung Deutschlands Mitglied der evangelischen Landeskirchen. Die Zahl der Mitglieder der evangelischen Landeskirchen lag 2024 um etwa 1,8 Millionen unter derjenigen der römisch-katholischen Kirche in Deutschland.

## Bedeutung
Die EKD wurde 1945 gegründet. 1948 erhielt sie ihre Grundordnung. Die Gliedkirchen (heute 20) haben mit der EKD ihre übergreifende institutionelle Gestalt gefunden. Das evangelische Kirchenwesen ist auf allen Ebenen föderal aufgebaut.
Die EKD nimmt die ihr übertragenen Gemeinschaftsaufgaben wahr. Die demokratisch verfassten und gewählten Leitungsgremien der EKD sind Synode, Rat und Kirchenkonferenz. Sie tragen die Verantwortung für die Wahrnehmung der Aufgaben der EKD, die in der kirchlichen Verfassung, der Grundordnung der EKD, festgehalten sind. Die Geschäfte von Synode, Rat und Kirchenkonferenz nimmt das Kirchenamt der EKD wahr.
Die EKD unterhält als Ansprechpartner gegenüber staatlichen Stellen das Amt eines Bevollmächtigten des Rates der EKD bei der Bundesrepublik Deutschland und der Europäischen Union.

## Geschichte
Bereits zwischen 1852 und 1903 gab es unter den obersten evangelischen Kirchenbehörden Deutschlands regelmäßige Zusammenkünfte in der „Eisenacher Kirchenkonferenz“. Eine feste Institution wurde hieraus jedoch zunächst nicht. 1922 kam es zur Gründung des Deutschen Evangelischen Kirchenbundes, dem die 28 damals bestehenden Landeskirchen des Deutschen Reiches angehörten. 1933 wurde unter dem Einfluss der Nationalsozialisten die Deutsche Evangelische Kirche (DEK) gegründet, mit dem Ziel, eine einheitliche evangelische „Reichskirche“ zu schaffen. Die vorherrschende Kirchenpartei waren damals die „Deutschen Christen“ (DC), die offen mit dem Nationalsozialismus sympathisierten. Zahlreiche Landeskirchen wurden ab 1933 von DC-dominierten Kirchenleitungen verwaltet. Nur drei Landeskirchen konnten sich der Herrschaft der „Deutschen Christen“ entziehen und blieben „intakt“: Württemberg, Bayern und Hannover. Reichsbischof wurde Ludwig Müller, ein überzeugter Nationalsozialist. 1934 formierte sich als Gegenpol zur DEK die Bekennende Kirche. Ihre bekanntesten Vertreter waren Martin Niemöller und Dietrich Bonhoeffer.
In der Regel zeigten sich die evangelischen Kirchen und ihre Hierarchien als willfährige Unterstützer und Sympathisanten des Hitler-Regimes. Im Frühjahr 1939 gründeten elf evangelische Landeskirchen in Eisenach das „Institut zur Erforschung und Beseitigung des jüdischen Einflusses auf das deutsche kirchliche Leben“. Im Mai des Jahres wurde es auf der Wartburg eingeweiht; an seiner Spitze standen die Theologen Siegfried Leffler und Walter Grundmann. Die nach 1945 verschwundenen Akten des „Entjudungsinstituts“ wurden erst 1990 nach dem Umzug des thüringischen Landeskirchlichen Archivs der Öffentlichkeit bekannt.

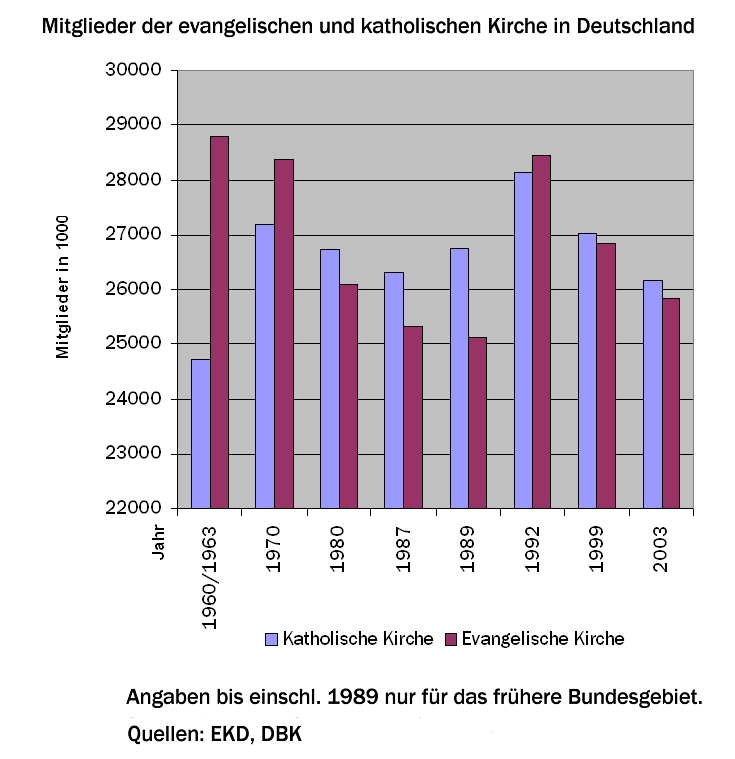
Anzahl der Mitglieder der evangelischen und katholischen Kirche in Deutschland 1960–2003

Die Verteilung der christlichen Konfessionen auf die deutschen Bundesländer im Jahr 2020.
Absolute Mehrheit (> 50 %) katholisch
Relative Mehrheit katholisch
Relative Mehrheit evangelisch
Absolute Mehrheit (> 50 %) konfessionslos und mehr evangelisch als katholisch

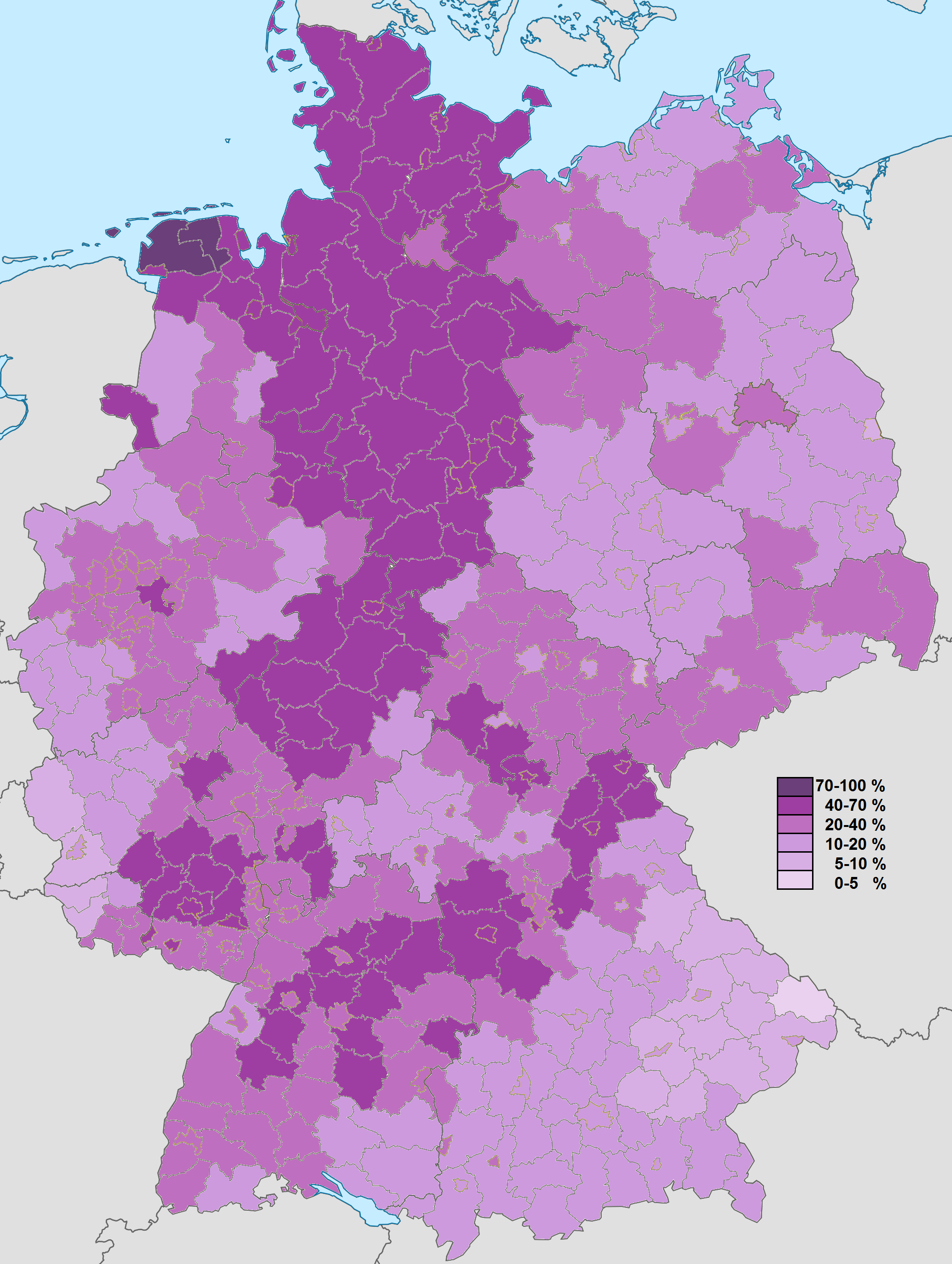
Evangelischer Bevölkerungsanteil nach Landkreisen auf Basis des Zensus 2011

Nach dem Ende des Zweiten Weltkriegs unternahmen die führenden Geistlichen der Evangelischen Landeskirchen unter Führung des württembergischen Landesbischofs Theophil Wurm einen neuen Versuch, den unterschiedlichen Kirchen ein gemeinsames Dach zu geben. So wurde im August 1945 auf einer in Treysa (heute Schwalmstadt) in Hessen stattfindenden „Kirchenführerkonferenz“ (Treysaer Konferenz) ein aus zwölf Mitgliedern bestehender Rat der Evangelischen Kirche in Deutschland (EKD) gebildet. Die Hauptaufgabe des Rates war die Vorbereitung einer endgültigen Ordnung der EKD. Indem die Verfassung der EKD am 13. Juli 1948 in Eisenach einstimmig von den Synodalen angenommen wurde, war die EKD offiziell gegründet, und zwar ausdrücklich nicht als zentral verwaltete Nationalkirche, sondern „als ein Bund eigenständiger und konfessionsverschiedener Kirchen“. Die Kirchenkanzlei wurde zunächst provisorisch in Schwäbisch Gmünd untergebracht und im Kontext der Verabschiedung der Grundordnung und der Übernahme des Präsidentenamtes durch Oberlandeskirchenrat Heinz Brunotte 1949 nach Hannover-Herrenhausen verlegt. Hannover galt wegen seiner Verbindungen zu den Gliedkirchen in der DDR als der geeignete Standort.
Trotz der Teilung Deutschlands blieb die EKD zunächst als Zusammenschluss der evangelischen Landeskirchen beider deutschen Staaten bestehen. Spätestens seit dem Mauerbau 1961 führte dies zu großen organisatorischen Problemen, so dass die EKD ihre gemeinsamen Aufgaben in beiden deutschen Staaten nicht mehr aufrechterhalten konnte. Auch die Probleme der alltäglichen kirchlichen Tätigkeit unterschieden sich zunehmend. So wurde 1969 der Bund der Evangelischen Kirchen in der DDR als Zusammenschluss der acht Landeskirchen auf dem Gebiet der DDR gegründet. Nach der Wiedervereinigung beider deutscher Staaten 1990/91 vereinigte sich der Bund der Evangelischen Kirchen in der DDR wieder mit der EKD.
Im November 1979 wurde in der Bundesrepublik erstmals ein Tarifvertrag für die Mitarbeiter der EKD mit den Gewerkschaften abgeschlossen. Zuvor erfolgten mehrjährige Verhandlungen zwischen Gewerkschaften und der Nordelbischen Evangelisch-Lutherischen Kirche.
1984 wurde nach Planungen der Berliner Architektengemeinschaft Bangert-Jansen-Scholz-Schultes (BJSS) der neue Hauptsitz in Hannover-Herrenhausen auf dem ehemaligen Gartengelände des Fürstenhauses bezogen.
Im Jahr 1985 veröffentlichte die EKD die Denkschrift: „Evangelische Kirche und freiheitliche Demokratie. Der Staat des Grundgesetzes als Angebot und Aufgabe“. Beginnend mit einem Schuldbekenntnis, wird die Demokratie bejaht und in Übereinstimmung mit zentralen christlichen Ansichten gesehen.
Im Sommer 2006 veröffentlichte der Rat der EKD das Impulspapier „Kirche der Freiheit“, mit dem ein umfassender Reformprozess „Kirche im Aufbruch“ der Evangelischen Kirche in Deutschland angestoßen werden sollte. Angesichts sinkender Mitgliederzahlen sollen sich demnach die EKD-Mitgliedskirchen auf das „Kerngeschäft“ beschränken. Über inhaltliche Schwerpunkte künftiger kirchlicher Arbeit und eine Definition des Kerngeschäftes wird seitdem innerhalb der EKD diskutiert. Die Empfehlung an kleine Landeskirchen, zur Einsparung von Leitungs- und Verwaltungskosten zu größeren Landeskirchen zu fusionieren, war ein Faktor für die Bildung der Nordkirche 2012.
Die EKD hat sich als Mitgliedsorganisation von einer Erklärung des Ökumenischen Rates der Kirchen (ÖRK) im Juni 2025, mit der Verwendung des Begriffs „Apartheid“ in Zusammenhang mit Israel, distanziert. Der Begriff sei in diesem Zusammenhang eine problematische Relativierung, der die komplexe Realität in Israel und den palästinensischen Gebieten nicht in geeigneter Weise beschreibe, heißt es in der Stellungnahme.

### Kirchenaustritte
Im Jahr 2022 erfolgten 380.000 Kirchenaustritte aus der evangelischen Kirche Deutschlands (und 522.821 aus der katholischen). 2023 stieg die Zahl der Kirchenaustritte im Vergleich zum Vorjahr um etwa 2 % an und erreichte damit einen neuen Höchstwert.

## Theologische Haltungen der EKD
In der EKD findet sich ein breites Spektrum theologischer Bewegungen mit liberalen und konservativen Anschauungen. Je nach Gliedkirche sind die Bekenntnisse lutherisch, reformiert oder uniert. Gemeinsam sind den Kirchen die altkirchlichen Bekenntnisse, darunter das Apostolische und das Nicäno-Konstantinopolitanische Glaubensbekenntnis.
Kurz nach ihrer Gründung ließ die EKD verlauten, dass sie blinden Gehorsam gegenüber der Obrigkeit ablehne und dass sie in diesem Sinne die Erziehung im Rahmen der politischen und sozialen Realitäten fördern wolle.
Die Frauenordination ist in allen Landeskirchen der EKD zugelassen. Die Trauung gleichgeschlechtlicher Paare ist in 14 von 20 Landeskirchen (Stand: Januar 2020) kirchenrechtlich erlaubt; in weiteren vier Landeskirchen der EKD (Stand: Januar 2020) ist die Segnung gleichgeschlechtlicher Paare in einem Gottesdienst möglich, soweit der Ortspfarrer und die Kirchengemeindeleitung einverstanden sind. Das Kirchenamt der EKD hat in einer für die Landeskirchen nicht verbindlichen Orientierungshilfe erklärt, dass in einer eingetragenen Partnerschaft lebende Pfarrer mit ihrem Partner gemeinsam im Pfarrhaus leben können, falls dies kirchenrechtlich in der jeweiligen Landeskirche zulässig ist und die jeweilige Gemeinde zugestimmt hat.
Dem Kreationismus erteilte die EKD in einer Studie vom April 2008 eine Absage, betonte aber auch den Stellenwert des Schöpfungsglaubens im Schulunterricht.
In der im Frühjahr 2013 herausgegebenen Orientierungshilfe Zwischen Autonomie und Angewiesenheit fordert die EKD, alle Formen von Familie anzuerkennen und zu stärken.
Im Namen des Rates der Evangelischen Kirche in Deutschland nahm der Ratsvorsitzende der EKD Heinrich Bedford-Strohm am 17. Februar 2016 Stellung zur Mitverantwortung der Kirche an den Hexenprozessen und zur Rehabilitation der Opfer der Hexenverfolgungen: Die Hexenverfolgungen waren ein schlimmes Unrecht, an dem sich auch die Kirchen und zahlreiche ihrer Vertreter schuldig gemacht haben.

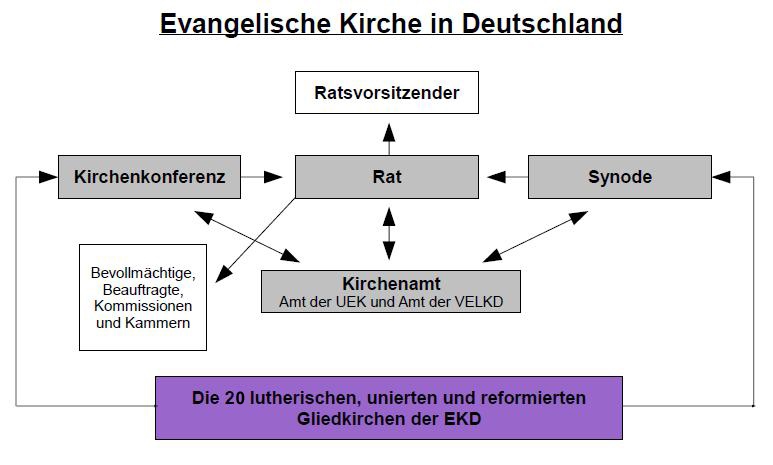
Organigramm der Evangelischen Kirche in Deutschland

## Synode der EKD
Die Synode der EKD ist das kirchenleitende und gesetzgebende Gremium der EKD. Sie tagt einmal jährlich für eine knappe Woche, jeweils auf Einladung einer ihrer Gliedkirchen in einer anderen deutschen Stadt.
Die Synode setzt sich aus insgesamt 126 Mitgliedern zusammen. Außerdem nehmen in jedem Jahr insgesamt acht Jugenddelegierte unter 30 Jahren an der Synode teil. Die Synode der EKD wird vom Präsidium geleitet, an dessen Spitze der bzw. die Präses steht.

### Präsides
1949–1955: Gustav Heinemann
1955–1961: Constantin von Dietze
1961–1970: Hans Puttfarcken
1970–1973: Ludwig Raiser
1973–1985: Cornelius von Heyl
1985–2003: Jürgen Schmude
2003–2009: Barbara Rinke
2009–2013: Katrin Göring-Eckardt
2013–2021: Irmgard Schwaetzer
2021–:0000 Anna-Nicole Heinrich

## Rat der EKD
Der Rat der EKD ist das Leitungsgremium der Evangelischen Kirche in Deutschland. Er besteht aus 15 Mitgliedern: neben dem bzw. der Präses der Synode werden von der Synode und der Kirchenkonferenz gemeinsam 14 weitere Ratsmitglieder gewählt. Aus seiner Mitte wählen Synode und Kirchenkonferenz einen Vorsitzenden auf Vorschlag der Ratsmitglieder. Seine Amtszeit beträgt sechs Jahre. Der Rat fasst seine Entscheidungen in Sitzungen, die nach Bedarf oder auf Verlangen von mindestens 4 Mitgliedern einberufen werden. Der Präsident und die Vizepräsidenten des Kirchenamtes und weitere Personen haben als Ständige Gäste eine beratende Funktion. Der Präsident oder die Präsidentin des Diakonischen Werkes wird zu den Sitzungen eingeladen.

### Mitglieder des Rates der EKD

#### 2015–2021

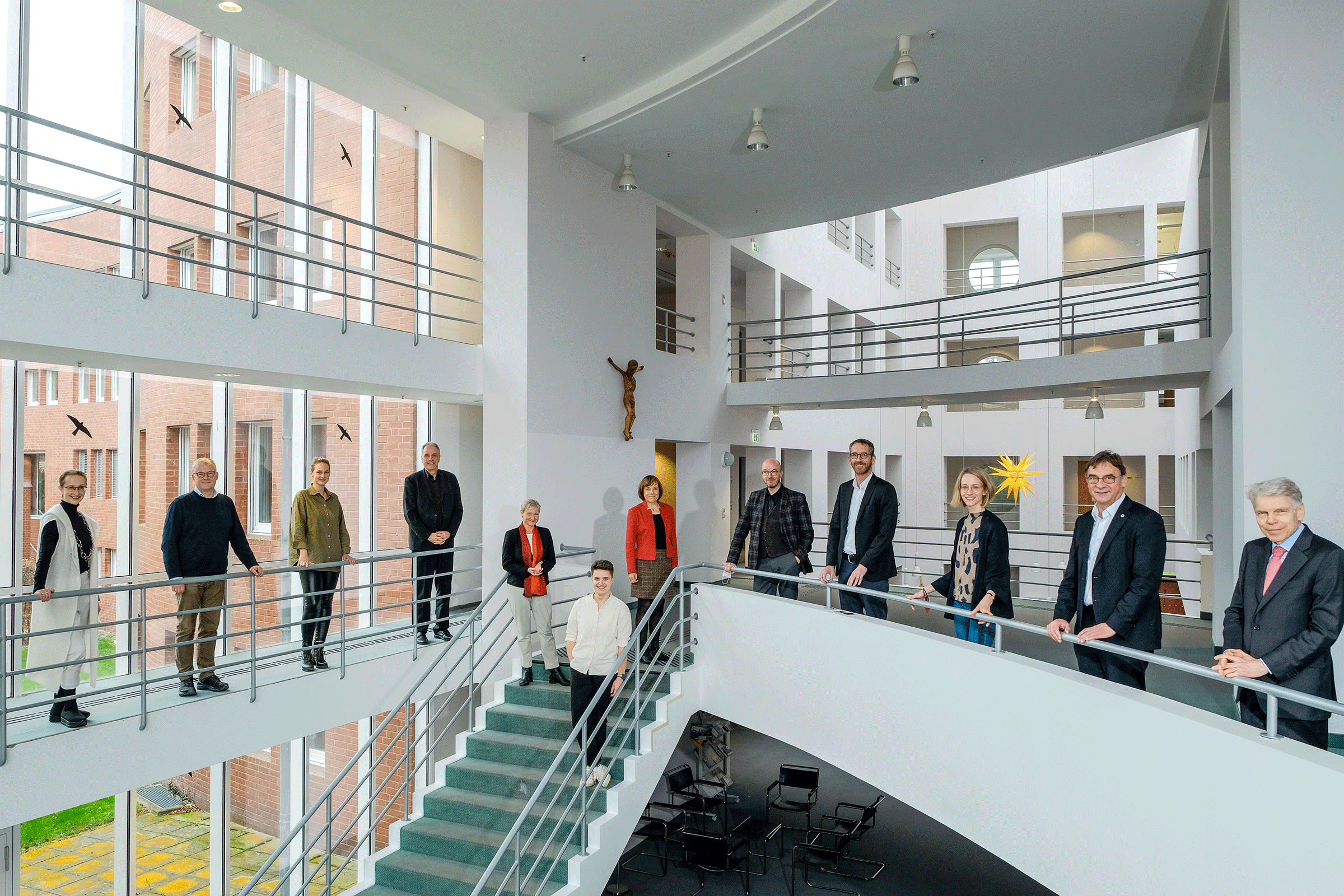
Rat der EKD, 2021 (es fehlen: Kerstin Griese, Silke Lechner und Thomas Rachel)

Am 10. November 2015 wurden in insgesamt elf Wahlgängen die Mitglieder des Rates der EKD für die Amtszeit von 2015 bis 2021 gewählt:
Andreas Barner, Ingelheim, ehemals Vorstandsvorsitzender von Boehringer Ingelheim
Heinrich Bedford-Strohm, München, Landesbischof der Evangelisch-Lutherischen Kirche in Bayern (seit 2014 Vorsitzender des Rates)
Michael Diener, Kassel, ehemaliger Präses des Evangelischen Gnadauer Gemeinschaftsverbandes
Markus Dröge, Berlin, emeritierter Bischof der Evangelischen Kirche Berlin-Brandenburg-schlesische Oberlausitz
Kirsten Fehrs, Hamburg, Bischöfin im Sprengel Hamburg und Lübeck der Evangelisch-Lutherischen Kirche in Norddeutschland
Elisabeth Gräb-Schmidt, Tübingen, Theologieprofessorin
Kerstin Griese, MdB, Ratingen, Parlamentarische Staatssekretärin im Bundesministerium für Arbeit und Soziales
Jacob Joussen, Düsseldorf, Professor der Rechtswissenschaft
Volker Jung, Darmstadt, Kirchenpräsident der Evangelischen Kirche in Hessen und Nassau
Dieter Kaufmann, Stuttgart, Vorstandsvorsitzender des Diakonischen Werkes der Evangelischen Kirche in Württemberg
Annette Kurschus, Bielefeld, Präses der Evangelischen Kirche von Westfalen (seit 2015 stellvertretende Vorsitzende des Rates)
Thomas Rachel, MdB, Düren, Parlamentarischer Staatssekretär a. D. im Bundesbildungsministerium
Irmgard Schwätzer (als Synodenpräses Mitglied kraft Amtes)
Stephanie Springer, Celle, Präsidentin des Landeskirchenamtes der Evangelisch-Lutherischen Landeskirche Hannovers
Marlehn Thieme, Bad Soden, Direktorin bei der Deutschen Bank i. R.

#### 2021–2027
Am 9. November 2021 wurden 14 Mitglieder des Rates der EKD für die Amtszeit von 2021 bis 2027 gewählt:
Andreas Barner, Mitglied im Gesellschafterausschuss Boehringer Ingelheim
Tobias Bilz, Landesbischof, ab 2024 Stellvertretender Vorsitzender des Rates der EKD
Michael Diener, Pfarrer in der Kirchengemeinde Germersheim und Dekan des Kirchenbezirkes Germersheim
Michael Domsgen, Professor für Evangelische Religionspädagogik an der Theologischen Fakultät der Martin-Luther-Universität Halle-Wittenberg und Leiter der Forschungsstelle Religiöse Kommunikations- und Lernprozesse
Kirsten Fehrs, Bischöfin im Sprengel Hamburg und Lübeck, ab 2024 Vorsitzende des Rates der EKD
Kerstin Griese, Parlamentarische Staatssekretärin beim Bundesminister für Arbeit und Soziales
Anna-Nicole Heinrich, Präses der 13. Synode der EKD (als Synodenpräses Mitglied kraft Amtes)
Jacob Joussen, Professor für Bürgerliches Recht, Deutsches und Europäisches Arbeitsrecht und Sozialrecht an der Ruhr-Universität Bochum
Volker Jung, Kirchenpräsident
Annette Kurschus, Präses (leitende Theologin) der Evangelischen Kirche von Westfalen (2021–2023 Vorsitzende des Rates der EKD) bis 20. November 2023 (Rücktritt als Ratsvorsitzende und als Präses der EKvW)
Silke Lechner, Senior Consultant International Affairs Ökumenischer Rat der Kirchen
Anna von Notz, Wissenschaftliche Mitarbeiterin des Bundesverfassungsgerichts und Mitglied des Redaktionsrats des Verfassungsblogs
Thomas Walther Rachel, Parlamentarischer Staatssekretär
Stephanie Springer, Präsidentin des Landeskirchenamtes a. D., Abteilungsleiterin im Niedersächsischen Justizministerium
Josephine Teske, Pastorin
Da Annette Kurschus 2023 alle kirchlichen Leitungsämter niedergelegt hatte, Volker Jung aus Altersgründen sowie Jacob Joussen aus persönlichen Gründen aus dem Rat ausgeschieden war, erfolgte am 11. November 2024 die Neuwahl von drei Ratsmitgliedern für die Amtsperiode bis 2027. Gewählt wurden von der Synode:
- Christian Stäblein, Bischof der Evangelischen Kirche Berlin-Brandenburg-schlesische Oberlausitz
- Susanne Bei der Wieden, Kirchenpräsidentin der Evangelisch-reformierten Kirche
- Schwester Nicole Grochowina, Historikerin und Ordensschwester der Communität Christusbruderschaft Selbitz[25]

### Ratsvorsitzender der EKD
Repräsentant der EKD ist der oder die Vorsitzende des Rates der Evangelischen Kirche in Deutschland, kurz Ratsvorsitzender der EKD. Der Bund der Evangelischen Kirchen in der DDR wählte einen Vorsitzenden.
Seit dem 12. November 2024 ist Bischöfin Kirsten Fehrs Ratsvorsitzende der EKD. Sie hatte dieses Amt schon seit dem Rücktritt von Präses Annette Kurschus am 20. November 2023 kommissarisch wahrgenommen. Ihr Stellvertreter ist Landesbischof Tobias Bilz.
Amtsinhaber seit 1945
1945–1949: Theophil Wurm, Landesbischof, Württemberg
1949–1961: Otto Dibelius, Bischof, Berlin-Brandenburg
1961–1967: Kurt Scharf, Präses, ab 1966 Bischof, Berlin-Brandenburg
1967–1973: Hermann Dietzfelbinger, Landesbischof, Bayern
1973–1979: Helmut Claß, Landesbischof, Württemberg
1979–1985: Eduard Lohse, Landesbischof, Hannover
1985–1991: Martin Kruse, Bischof, Berlin-Brandenburg
1991–1997: Klaus Engelhardt, Landesbischof, Baden
1997–2003: Manfred Kock, Präses, Rheinland
2003–2009: Wolfgang Huber, Bischof, Berlin-Brandenburg-schlesische Oberlausitz
2009–2010: Margot Käßmann, Landesbischöfin, Hannover
2010–2014: Nikolaus Schneider, Präses, Rheinland
2014–2021: Heinrich Bedford-Strohm, Landesbischof, Bayern
2021–2023: Annette Kurschus, Präses, Westfalen
2023–2024: Kirsten Fehrs, Bischöfin, Nordkirche (kommissarisch)
2024–:0000 Kirsten Fehrs, Bischöfin, Nordkirche
Vorsitzende des Kirchenbundes der DDR (1969–1991)
1969–1981: Albrecht Schönherr, Bischof von Berlin-Brandenburg
1981–1982: Werner Krusche, Bischof der Kirchenprovinz Sachsen
1982–1986: Johannes Hempel, Landesbischof von Sachsen
1986–1990: Werner Leich, Landesbischof von Thüringen
1990–1991: Christoph Demke, Bischof der Kirchenprovinz Sachsen

### Bevollmächtigter des Rates der EKD bei der Bundesrepublik Deutschland und der Europäischen Union
Der Bevollmächtigte des Rates der Evangelischen Kirche in Deutschland bei der Bundesrepublik Deutschland und der Europäischen Union bildet das diplomatische Bindeglied der Evangelischen Kirche zu den politischen Organen und Institutionen der Bundesrepublik und der EU. Er vermittelt einerseits Informationen an die EKD und vertritt andererseits kirchliche Interessen gegenüber den staatlichen Stellen. Dabei setzt er sich auch für Belange benachteiligter Gruppen ein, stellt Kontakte zu kirchlichen Stellen her und repräsentiert die evangelische Kirche auf den politischen Ebenen. Sein Dienstsitz ist das EKD-Gebäude am Berliner Gendarmenmarkt. Er ist Beratendes Mitglied im Rat der EKD.
Bevollmächtigte ist Anne Gidion, Leiterin der Dienststelle Brüssel des Bevollmächtigten des Rates der EKD ist Oberkirchenrätin Katrin Hatzinger.
Bisherige EKD-Bevollmächtigte
1950–1977: Bischof Hermann Kunst
1977–1992: Bischof Heinz-Georg Binder
1993–1999: Bischof Hartmut Löwe
1999–2009: Prälat Stephan Reimers
2009–2013: Prälat Bernhard Felmberg
2013–2022: Prälat Martin Dutzmann
2022–0000: Prälatin Anne Gidion
Das Amt des Bevollmächtigten war häufig mit dem des evangelischen Militärbischofs verbunden. So waren Kunst von 1956 bis 1972, Binder von 1985 bis 1994, Löwe von 1994 bis 2003 und Dutzmann von 2013 bis 2014 auch Militärbischof.

### Beauftragte des Rates der EKD
Die Beauftragten sollen dem Rat behilflich sein, die kirchliche Präsenz in Bereichen zu verstärken, die generell und aktuell besonders dringlich intensiver kirchlicher Begleitung bedürfen. Die Beauftragten stehen den Menschen in diesen Bereichen als Gesprächspartner zur Verfügung und fördern in Kirche und Gesellschaft das Verständnis für ihre Belange. Sie arbeiten in Gremien und Arbeitsgruppen der EKD mit. Die Beauftragten werden durch das Kirchenamt der EKD, eigene Referenten, Dienststellen oder Büros (z. B. das Kulturbüro des Rates der EKD in Berlin) unterstützt.
Diese Personen wurden durch den Rat der EKD (Amtszeit 2021 bis 2027) beauftragt oder bestätigt. Weitere Beauftragungen werden durch den Rat beschlossen.
- Landesbischof Friedrich Kramer, Friedensbeauftragter (seit 2022)
- Landesbischof Christian Stäblein, Beauftragter für Flüchtlingsfragen (seit März 2022)
- Präses Thorsten Latzel, Beauftragter für Kirche und Sport (seit März 2022)
- Stefanie Schardien, Medienbeauftragte (seit 2024)
- Landesbischof Christoph Meyns, Beauftragter für den Kontakt zu den Kommunitäten (seit 2016)
- Landesbischof i. R. Karl-Hinrich Manzke, Beauftragter für die evangelische Seelsorge in der Bundespolizei (seit 2011)
- Christoph Markschies, Beauftragter für den Kontakt zum Johanniterorden (seit 2010)
- Johann Hinrich Claussen, Kulturbeauftragter (seit Februar 2016)
- Oberkirchenrat Michael Jacob, Datenschutzbeauftragter (seit 2014)
- Christian Staffa, Antisemitismus-Beauftragter (seit 2019)
- Landesbischöfin Kristina Kühnbaum-Schmidt, Beauftragte für Schöpfungsverantwortung (Landwirtschaft, Umwelt- und Klimaschutz) (seit Mai 2022)

#### Botschafterin des Rates für das Reformationsjubiläum 2017
- Margot Käßmann (April 2012 bis Mai 2018)

#### Beauftragtenrat zum Schutz vor sexualisierter Gewalt und Betroffenenbeirat
Im September 2018 richtete die Kirchenkonferenz der EKD einen „Beauftragtenrat zum Schutz vor sexualisierter Gewalt“ ein, dem drei Bischöfe und zwei leitende Juristen angehören. Sprecherin war die Bischöfin Kirsten Fehrs, 2020 übernahm das Amt turnusmäßig Landesbischof Christoph Meyns. Die Arbeit des Beauftragtenrats begleitet ein im August 2020 konstituierter zwölfköpfiger Betroffenenbeirat aus der Sicht Betroffener als Impulsgeber, der sich auch kritisch mit Strukturen und Regelungen zum Umgang mit sexualisierter Gewalt in der EKD und Diakonie auseinandersetzt.

## Kirchenkonferenz
Die Kirchenkonferenz ist das föderative Leitungsgremium der EKD. Sie berät Vorhaben der Organe der EKD und der Gliedkirchen oder regt solche an. Die kleineren Gliedkirchen (unter zwei Millionen Mitglieder) haben eine, die größeren zwei Stimmen. Vorsitzender ist per Amt der amtierende Ratsvorsitzende der EKD, zzt. Bischöfin Kirsten Fehrs. Der Kirchenkonferenz gehört auch ein Vertreter der Europäisch-Festländischen Provinz der Brüderunität an.

## Kirchenamt der EKD
Das Kirchenamt der EKD ist die zentrale Verwaltungsbehörde der EKD. 1983 entstand das Kirchenamt durch die Zusammenlegung der Kirchenkanzlei der EKD, die seit 1949 in Hannover ihren Sitz hatte, und des Kirchlichen Außenamtes der EKD in Frankfurt. Es nimmt als Dienststelle des Rates, der Kirchenkonferenz und der Synode deren Geschäfte wahr. Es ist Sitz der gemeinsamen Geschäftsstelle der EKD-Synode, der Vollkonferenz der UEK und der Generalsynode der VELKD. Es führt die Geschäfte der Beauftragten des Rates der EKD, ihrer Kammern und Kommissionen und verwaltet die internationalen Beziehungen der EKD. Im Gebäude des Kirchenamts befindet sich das Büro des Ratsvorsitzenden der EKD. Das Kirchenamt führt die Übersicht über eine Reihe von kirchlichen Werken und Einrichtungen.

### Gliederung
Das Kirchenamt ist seit Dezember 2021 in 3 Hauptabteilungen und 8 Abteilungen gegliedert. Die Abteilungen gliedern sich in Referate und Stabsstellen:
Hauptabteilung I, Leitung: Präsident Hans Ulrich Anke (seit 2010)
Abteilung Leitung des Kirchenamtes
Abteilung Recht
Abteilung Finanzen
Hauptabteilung II, Leitung: Vizepräsident Stephan Schaede (seit 2023)
Abteilung Kirchliche Handlungsfelder
Abteilung Bildung
Abteilung Öffentliche Verantwortung
Hauptabteilung III, Leitung: Vizepräsident Bischof Frank Kopania (seit 2025, Auslandsbischof der Evangelischen Kirche in Deutschland)
Abteilung Ökumene
Abteilung Auslandsarbeit
Der Amtsbereich der VELKD ist mit der Leitung der Hauptabteilung II, in Person von Stephan Schaede, und der Amtsbereich der UEK mit der Leitung der Hauptabteilung III, in Person von Bischof Frank Kopania, des Kirchenamtes verbunden. Weitere Bereiche im Kirchenamt sind das Tax-Compliance-Steuerreferat und die Mitarbeitervertretung.
Die Pressestelle der EKD und UEK ist in die Hauptabteilung I integriert.
Das Kirchenamt ist Sitz der Kammern und Kommissionen der EKD. Im Kirchenamt haben auch die Evangelische Schulstiftung in der EKD, die Stiftung zur Bewahrung kirchlicher Baudenkmäler in Deutschland und die Stiftung Orgelklang ihren Sitz, zudem sind die Bibliothek der EKD sowie weitere Geschäftsstellen von Arbeitsbereichen der EKD hier untergebracht. Das Oberrechnungsamt der EKD hat seinen Dienstsitz in der Markgrafstraße in Hannover und gehört zum Geschäftsbereich des Kirchenamtes.
Das Kirchenamt der EKD hat etwa 300 Mitarbeitende. Für die EKD arbeiten insgesamt etwa 600 Menschen.

#### Kollegium
Das Kirchenamt wird kollegial unter Vorsitz des Präsidenten oder der Präsidentin im Rahmen des kirchlichen Rechts und der Verträge geleitet.
Der Präsident, die Vizepräsidenten und die weiteren Abteilungsleiter bilden das Kollegium des Kirchenamtes der EKD. Dienstvorgesetzter der Mitglieder des Kollegiums ist der Rat der EKD, er kann Befugnisse an den Präsidenten übertragen. An den Sitzungen nehmen als ständige Gäste die stellvertretenden Amtsbereichsleiter, der Leiter oder die Leiterin der Dienststelle des Bevollmächtigten des Rates der EKD bei der Bundesrepublik Deutschland und der Europäischen Union und der Leiter oder die Leiterin des Oberrechnungsamtes teil. Der Rat der EKD und das Kollegium können weitere Mitarbeitende als Gäste bestimmen.

#### Amtsleitungskonferenz
Der Präsident und die Vizepräsidenten in ihrer Funktion als Leiter des Kirchenamtes bzw. der Amtsbereiche bilden die Amtsleitungskonferenz.

### Leiter/Präsidenten (seit 1946)
Der Präsident des EKD-Kirchenamtes (bis 1983 Kirchenkanzlei der EKD) ist unter anderem Dienststellenleiter und Dienstvorgesetzter aller Mitarbeitenden und führt die Geschäfte des Kirchenamtes. Er hat den Vorsitz im Kollegium. Der Rat der EKD kann ihm Aufgaben der Vertretung der EKD übertragen. Er ist Beratendes Mitglied im Rat der EKD und u. a. für die Niederschrift der Sitzungen des Rates zuständig. Er wird nach der Besoldungsgruppe B 6 der Besoldungsordnung B besoldet.
- 1945–1948: Hans Asmussen
- 1949–1965: Heinz Brunotte
- 1966–1989: Walter Hammer
- 1989–1997: Otto von Campenhausen
- 1997–2006: Valentin Schmidt
- 2006–2010: Hermann Barth
- 2010–0000: Hans Ulrich Anke

## Der Beauftragte für den Datenschutz der Evangelischen Kirche in Deutschland
Der Beauftragte für den Datenschutz der EKD (BFD EKD) ist eine unselbständige Einrichtung der EKD und wurde am 1. Januar 2014 gegründet. Seit dem 1. Januar 2014 ist der Jurist Michael Jacob durch den Rat der EKD zum Datenschutzbeauftragten berufen. Die Einrichtung übernimmt für die EKD, die meisten Gliedkirchen, Zusammenschlüsse und die Diakonie die Datenschutzaufsicht wahr. Die Einrichtung gliedert sich in den Hauptsitz in Hannover und vier regionale Dienststellen.

## Kirchengerichte
Nach dem Selbstverständnis der evangelischen Kirche begründen die verschiedenen Ämter in der Kirche „keine Herrschaft der einen über die anderen, sondern die Ausübung des der ganzen Gemeinde anvertrauten und befohlenen Dienstes“. (4. These der Barmer Erklärung).
Die Aufgabe der Streitschlichtung obliegt den Kirchengerichten der Evangelischen Kirche in Deutschland, die mit unabhängigen Richtern besetzt sind (Art. 32 Abs. 1 der Grundordnung der EKD). Daneben bestehen Gerichte der Landeskirchen und landeskirchlichen Zusammenschlüsse (u. a. das Verfassungs- und Verwaltungsgericht der Vereinigten Evangelisch-Lutherischen Kirche Deutschlands).
Kirchengerichte der EKD sind gemäß Grundordnung (Art. 32 Abs. 2 GO-EKD):
- der Verfassungsgerichtshof der Evangelischen Kirche in Deutschland
- das Kirchengericht der Evangelischen Kirche in Deutschland
- der Kirchengerichtshof der Evangelischen Kirche in Deutschland

Sie haben gemäß § 1 Abs. 1 Kirchengerichtsgesetz der EKD (KiGG.EKD) ihren Sitz in Hannover.
Die Tätigkeit der Richter ist ein kirchliches Ehrenamt. Ihre Amtszeit beträgt sechs Jahre. Zu Richtern können nur Personen berufen werden, die bei Beginn der Amtszeit das 66. Lebensjahr noch nicht vollendet haben. Dabei sollen Männer und Frauen in gleicher Weise berücksichtigt werden. Berufen werden können nur Personen, die Kirchenmitglieder der Evangelischen Kirche in Deutschland und die zu kirchlichen Ämtern in einer Gliedkirche der Evangelischen Kirche in Deutschland wählbar sind. In den Dienst der Kirche stellen sich auch viele Persönlichkeiten aus der staatlichen Justiz. Weitere Konkretisierungen zur Besetzung der Kirchengerichtsbarkeit finden sich in den jeweiligen Gesetzen.
Das Kirchengericht der Evangelischen Kirche in Deutschland ist Kirchengericht erster Instanz, der Kirchengerichtshof der Evangelischen Kirche in Deutschland Kirchengericht zweiter Instanz.
Grundsätzlich sind die Gerichte der EKD nur für den Bereich der EKD zuständig. Durch Kirchengesetz können aber – im Einvernehmen mit der jeweiligen Landeskirche – Kirchengerichte der Gliedkirchen im Bereich der EKD als erste Instanz zuständig sein oder umgekehrt Kirchengerichte der EKD für Streitigkeiten innerhalb der Gliedkirchen zuständig gemacht werden.
Vor den Kirchengerichten der EKD werden Rechtsstreitigkeiten über kirchliches Verfassungsrecht, Disziplinarrecht und Mitarbeitervertretungsrecht ausgetragen. Einzelheiten regelt vor allem das Kirchengerichtsgesetz der Evangelischen Kirche in Deutschland (KiGG.EKD).
Eine Verwaltungsgerichtsbarkeit kennt die EKD dagegen nicht. Verwaltungsgerichtliche Verfahren im Zusammenhang mit dem Dienstverhältnis der Kirchenbeamten der EKD sind dagegen den Gerichten kirchlicher Zusammenschlüsse zugewiesen, nämlich in erster Instanz dem Rechtshof der Konföderation evangelischer Kirchen in Niedersachsen und in zweiter Instanz dem Verfassungs- und Verwaltungsgericht der Vereinigten Evangelisch-Lutherischen Kirche Deutschlands zuständig. Daneben haben die einzelnen Landeskirchen Verwaltungsgerichte errichtet.

## Gliedkirchen der EKD
Die Grenzen der 20 Gliedkirchen der EKD beruhen im Wesentlichen auf den politischen Grenzen von 1815.

### Übersicht
| Landeskirche                                                | Leitender Geistlicher                     | Bekenntnis                                          | Weitere Mitgliedschaften                                           | Mitglieder (31. Dezember 2023) | Gemeinden (31. Dezember 2023) | Kirchenkreise oder Äquivalent | Verwaltungssitz     | Lage in Deutschland    |
| ----------------------------------------------------------- | ----------------------------------------- | --------------------------------------------------- | ------------------------------------------------------------------ | ------------------------------ | ----------------------------- | ----------------------------- | ------------------- | ---------------------- |
| Evang. Landeskirche Anhalts                                 | Kirchenpräsident Karsten Wolkenhauer      | uniert                                              | UEK                                                                | 0.025.237                      | 0.125                         | 05                            | Dessau-Roßlau       |                        |
| Evang. Landeskirche in Baden                                | Landesbischöfin Heike Springhart          | uniert                                              | UEK                                                                | 1.004.394                      | 0.473                         | 29                            | Karlsruhe           |                        |
| Evang.-Luth. Kirche in Bayern                               | Landesbischof Christian Kopp              | lutherisch                                          | VELKD, Lutherischer Weltbund                                       | 2.084.419                      | 1.533                         | 68                            | München             |                        |
| Evang. Kirche in Berlin-Brandenburg-schlesische Oberlausitz | Bischof Christian Stäblein                | uniert                                              | UEK                                                                | 0.804.487                      | 0.941                         | 35                            | Berlin              |                        |
| Evang.-Luth. Landeskirche in Braunschweig                   | Landesbischof Christoph Meyns             | lutherisch                                          | Konf.ev.Ki.Nds, VELKD, Lutherischer Weltbund                       | 0.284.031                      | 0.268                         | 13                            | Wolfenbüttel        |                        |
| Bremische Evangelische Kirche                               | Schriftführer: Bernd Kuschnerus           | uniert                                              | UEK                                                                | 0.156.835                      | 0.060                         | 0                             | Bremen              |                        |
| Evang.-luth. Landeskirche Hannovers                         | Landesbischof Ralf Meister                | lutherisch                                          | Konf.ev.Ki.Nds, VELKD, Lutherischer Weltbund                       | 2.233.950                      | 1.350                         | 57                            | Hannover            |                        |
| Evang. Kirche in Hessen und Nassau                          | Kirchenpräsidentin Christiane Tietz       | uniert                                              | UEK                                                                | 1.318.549                      | 1.092                         | 47                            | Darmstadt           |                        |
| Evang. Kirche von Kurhessen-Waldeck                         | Bischöfin Beate Hofmann                   | uniert                                              | UEK                                                                | 0.710.518                      | 0.685                         | 26                            | Kassel              |                        |
| Lippische Landeskirche                                      | Landessuperintendent Dietmar Arends       | überwiegend reformiert, mit lutherischer Minderheit | UEK, Reformierter Bund, Lutherischer Weltbund (Lutherische Klasse) | 0.135.462                      | 0.065                         | 05                            | Detmold             |                        |
| Evang. Kirche in Mitteldeutschland                          | Landesbischof Friedrich Kramer            | uniert                                              | UEK, VELKD, Lutherischer Weltbund                                  | 0.594.610                      | 1.757                         | 38                            | Magdeburg, Erfurt   |                        |
| Evang.-Luth. Kirche in Norddeutschland (Nordkirche)         | Landesbischöfin Kristina Kühnbaum-Schmidt | lutherisch                                          | VELKD, Lutherischer Weltbund                                       | 1.708.631                      | 881                           | 14                            | Kiel, Schwerin      |                        |
| Evang.-Luth. Kirche in Oldenburg                            | Bischof Thomas Adomeit                    | lutherisch                                          | Konf.ev.Ki.Nds, Lutherischer Weltbund, Gaststatus in VELKD und UEK | 0.361.096                      | 0.110                         | 06                            | Oldenburg           |                        |
| Evang. Kirche der Pfalz                                     | Kirchenpräsidentin Dorothee Wüst          | uniert                                              | UEK                                                                | 0.443.607                      | 0.388                         | 20                            | Speyer              |                        |
| Evangelisch-reformierte Kirche                              | Kirchenpräsidentin Susanne Bei der Wieden | reformiert                                          | UEK, Reformierter Bund                                             | 0.155.043                      | 0.142                         | 11                            | Leer (Ostfriesland) | keine Gebietszuordnung |
| Evangelische Kirche im Rheinland                            | Präses Thorsten Latzel                    | uniert                                              | UEK                                                                | 2.192.756                      | 0.627                         | 38                            | Düsseldorf          |                        |
| Evang.-Luth. Landeskirche Sachsens                          | Landesbischof Tobias Bilz                 | lutherisch                                          | VELKD, Lutherischer Weltbund                                       | 0.592.368                      | 0.317                         | 25                            | Dresden             |                        |
| Evang.-Luth. Landeskirche Schaumburg-Lippe                  | Landesbischof Oliver Schuegraf            | lutherisch                                          | Konf.ev.Ki.Nds, VELKD, Lutherischer Weltbund                       | 0.044.386                      | 0.022                         | 02                            | Bückeburg           |                        |
| Evangelische Kirche von Westfalen                           | Präses Adelheid Ruck-Schröder             | uniert                                              | UEK                                                                | 1.944.195                      | 0.442                         | 31                            | Bielefeld           |                        |
| Evang. Landeskirche in Württemberg                          | Landesbischof Ernst-Wilhelm Gohl          | lutherisch                                          | Lutherischer Weltbund, Gaststatus in VELKD und UEK                 | 1.771.461                      | 1.169                         | 48                            | Stuttgart           |                        |
| Gesamt                                                      |                                           |                                                     |                                                                    | 18.566.0350                    | 12.4470                       | 5180                          |                     |                        |

Als assoziiertes Mitglied der EKD angeschlossen:
- Bund Evangelisch-reformierter Kirchen Deutschlands
- Herrnhuter Brüdergemeine

Alle 20 Gliedkirchen der EKD sind Mitglieder des weltweiten Ökumenischen Rates der Kirchen.
Die Evangelisch-Lutherische Landeskirche in Braunschweig, die Evangelisch-Lutherische Landeskirche Hannovers, die Evangelisch-Lutherische Kirche in Oldenburg, die Evangelisch-reformierte Kirche und die Evangelisch-Lutherische Landeskirche Schaumburg-Lippe sind Mitglied in der Konföderation evangelischer Kirchen in Niedersachsen.
Bis 2003 war auch die Evangelische Kirche der Union Mitglied in der EKD. Diese ging 2003 in der Union Evangelischer Kirchen auf.

### Ehemalige Gliedkirchen
| Gliedkirche                                              | Bekenntnis | Ab   | Bis  | Aufgegangen in                                                 | Kommentar                             |
| -------------------------------------------------------- | ---------- | ---- | ---- | -------------------------------------------------------------- | ------------------------------------- |
| Evangelische Kirche der altpreußischen Union             | uniert     | 1948 | 2003 | Union Evangelischer Kirchen                                    | ab 1953 Evangelische Kirche der Union |
| Evangelische Kirche in Berlin-Brandenburg                | uniert     | 1948 | 2003 | Evangelische Kirche Berlin-Brandenburg-schlesische Oberlausitz |                                       |
| Evangelisch-Lutherische Landeskirche Eutin               | lutherisch | 1948 | 1977 | Nordelbische Evangelisch-Lutherische Kirche                    |                                       |
| Evangelisch-Lutherische Kirche im Hamburgischen Staate   | lutherisch | 1948 | 1977 | Nordelbische Evangelisch-Lutherische Kirche                    |                                       |
| Evangelisch-Lutherische Kirche in Lübeck                 | lutherisch | 1948 | 1977 | Nordelbische Evangelisch-Lutherische Kirche                    |                                       |
| Evangelisch-Lutherische Landeskirche Mecklenburgs        | lutherisch | 1948 | 2012 | Evangelisch-Lutherische Kirche in Norddeutschland              | von 1969 bis 1991 keine Gliedkirche   |
| Nordelbische Evangelisch-Lutherische Kirche              | lutherisch | 1977 | 2012 | Evangelisch-Lutherische Kirche in Norddeutschland              |                                       |
| Pommersche Evangelische Kirche                           | uniert     | 1948 | 2012 | Evangelisch-Lutherische Kirche in Norddeutschland              | von 1969 bis 1991 keine Gliedkirche   |
| Evangelische Kirche der Kirchenprovinz Sachsen           | uniert     | 1948 | 2008 | Evangelische Kirche in Mitteldeutschland                       | von 1969 bis 1991 keine Gliedkirche   |
| Evangelische Kirche der schlesischen Oberlausitz         | uniert     | 1948 | 2003 | Evangelische Kirche Berlin-Brandenburg-schlesische Oberlausitz | von 1969 bis 1991 keine Gliedkirche   |
| Evangelisch-Lutherische Landeskirche Schleswig-Holsteins | lutherisch | 1948 | 1977 | Nordelbische Evangelisch-Lutherische Kirche                    |                                       |
| Evangelisch-Lutherische Kirche in Thüringen              | lutherisch | 1948 | 2008 | Evangelische Kirche in Mitteldeutschland                       | von 1969 bis 1991 keine Gliedkirche   |

## Besondere Seelsorgebereiche
Die kirchliche Leitung der evangelischen Seelsorge in der Bundeswehr nimmt der Militärbischof wahr, derzeit ist dies Bernhard Felmberg.
Das evangelische Kirchenamt für die Bundeswehr in Berlin-Charlottenburg leitet der Militärgeneraldekan Matthias Heimer. Weitere Militärdekanate gibt es in Erfurt, Glücksburg (Marine), Kiel, Mainz und München.
Mit der Seelsorge und Beratung von Soldaten, die einen Antrag auf Kriegsdienstverweigerung stellen wollen oder gestellt haben, ist die Evangelische Arbeitsgemeinschaft für Kriegsdienstverweigerung und Frieden beauftragt.
Der Beauftragte des Rates der EKD für die evangelische Seelsorge in der Bundespolizei ist der frühere Landesbischof Karl-Hinrich Manzke in Bückeburg, der 2011 Bischof i. R. Eduard Berger in dieser Funktion folgte. Außerdem gibt es einen evangelischen Dekan der Bundespolizei sowie Oberpfarrer der Bundespolizei bei den Bundespolizeipräsidien (BPOLP) Nord, Ost, West, Mitte und Süd.
Mit der evangelischen Polizeiseelsorge der Landespolizeien befasst sich die Konferenz Evangelischer Polizeipfarrerinnen und Polizeipfarrer (KEPP). Ihr Vorsitzender ist Polizeipfarrer Uwe Köster.

## Selbständige Zusammenschlüsse von Mitgliedskirchen der EKD
- Vereinigte Evangelisch-Lutherische Kirche Deutschlands (VELKD)
- Union Evangelischer Kirchen (UEK)
- Konföderation evangelischer Kirchen in Niedersachsen

## Werke, Institute und Arbeitsbereiche der EKD
Die innerhalb der EKD bestehenden Werke haben sich in der Konferenz kirchlicher Werke und Verbände der EKD (KKWV) organisiert. Vorsitzende sind seit 2008 Brunhilde Raiser und Martin Rosowski.
- Arbeitsgemeinschaft der Evangelischen Jugend, aej
- Bundesakademie für Kirche und Diakonie
- Evangelisches Werk für Diakonie und Entwicklung, Berlin
  - Diakonie Deutschland
  - Brot für die Welt – Evangelischer Entwicklungsdienst
    - Brot für die Welt
    - Diakonie Katastrophenhilfe
    - Hoffnung für Osteuropa
    - Evangelischer Entwicklungsdienst
- Evangelischer Bund, Bensheim
- Evangelische Mission Weltweit in Deutschland e. V. (EMW)
- Gemeinschaftswerk der Evangelischen Publizistik gGmbH (GEP), Frankfurt am Main
- Evangelisches Zentralarchiv in Berlin
- Kirchenrechtliches Institut der Evangelischen Kirche in Deutschland, Göttingen
- Evangelische Zentralstelle für Weltanschauungsfragen (EZW), Berlin
- Konfessionskundliches Institut (KI), Bensheim
- Institut für Kirchenbau und kirchliche Kunst der Gegenwart, Marburg
- Sozialwissenschaftliches Institut der EKD (SI), Hannover
- Evangelische Schulstiftung in der EKD
- Evangelisches Literaturportal
- Evangelische Arbeitsstelle Fernstudium für kirchliche Dienste, Gelnhausen
- Evangelischer Verband Kirche. Wirtschaft. Arbeitswelt
  - Kirchlicher Dienst in der Arbeitswelt (KDA)
  - Arbeitsgemeinschaft Handwerk und Kirche
  - Bund Evangelischer Arbeitnehmer
- Evangelischer Dienst auf dem Lande (EDL)
- Evangelisches Zentrum Frauen und Männer (Hannover)
  - Männerarbeit der Evangelischen Kirche in Deutschland
  - Evangelische Frauen in Deutschland e. V. (EFiD)
- Arbeitsgemeinschaft Missionarische Dienste
- Evangelisches Studienwerk e. V. Villigst
- Deutsches Evangelisches Institut für Altertumswissenschaft des Heiligen Landes
- Evangelische Arbeitsgemeinschaft für Altenarbeit in der EKD (EAfA)
- Deutsche Evangelische Arbeitsgemeinschaft für Erwachsenenbildung (DEAE)
- Reformzentren der EKD
  - EKD – Zentrum Mission in der Region, Dortmund, Stuttgart, Greifswald
  - Zentrum für Qualitätsentwicklung im Gottesdienst, Hildesheim
  - Zentrum für evangelische Predigtkultur, Wittenberg
- Stiftung der Evangelischen Kirche in Deutschland zur Wahrnehmung gesamtkirchlicher Verantwortung in Wittenberg, Wittenberg
- Studienzentrum der EKD für Genderfragen in Kirche und Theologie
- Zirkus- und Schaustellerseelsorge, Hannover
- Konferenz für Aussiedlerseelsorge in der EKD, Hannover
- Wissenschaftliche Arbeitsstelle Evangelische Schule, Hannover
- Evangelische Fachstelle für Arbeits- und Gesundheitsschutz (EFAS), Hannover
- Ständige Konferenz für Seelsorge in der EKD
- Arbeitsgemeinschaft der Umweltbeauftragten der Gliedkirchen der Evangelischen Kirche in Deutschland (AGU)
- Evangelische Konferenz für Familien- und Lebensberatung (EKFuL)
- Evangelischer Bundesfachverband Existenzsicherung und Teilhabe (EBET) e. V. Wohnungsnotfall- und Straffälligenhilfe
- Evangelische Freiwilligendienste gGmbH

## Kammern und Kommissionen der EKD
In den Kammern und Kommissionen der EKD sitzen Experten aus den Gliedkirchen, dem Kirchenamt und der Synode der EKD sowie Fachleute aus Politik, Wissenschaft und Gesellschaft. Sie unterstützen und beraten die EKD und ihre Organe und veröffentlichen Stellungnahmen und Texte (EKD-Texte). Die Kammern und Kommissionen werden durch den Rat der EKD eingesetzt.
Auf seiner Sitzung am 24. Juni 2016 hat der Rat der EKD die wichtigsten Kammern und Kommissionen wiederbesetzt.
- Kammer für Bildung und Erziehung, Kinder und Jugend
- Kammer für Migration und Integration
- Kammer für nachhaltige Entwicklung
- Kammer für öffentliche Verantwortung
- Kammer für Soziale Ordnung
- Kammer für Theologie
- Kammer für Weltweite Ökumene
- Gemeinsamer Ausschuss Kirche und Judentum der EKD, VELKD und der UEK

Im Jahr 2022 wurden die einzelnen Kammern durch ein flexibleres Kammernetzwerk ersetzt, das aus 70 ständigen Mitgliedern, einigen „special experts“ sowie ständigen Gästen besteht und von einem aus 14 Personen bestehenden Steuerungsboard geleitet wird.

## EKD-eigene Kirchengebäude

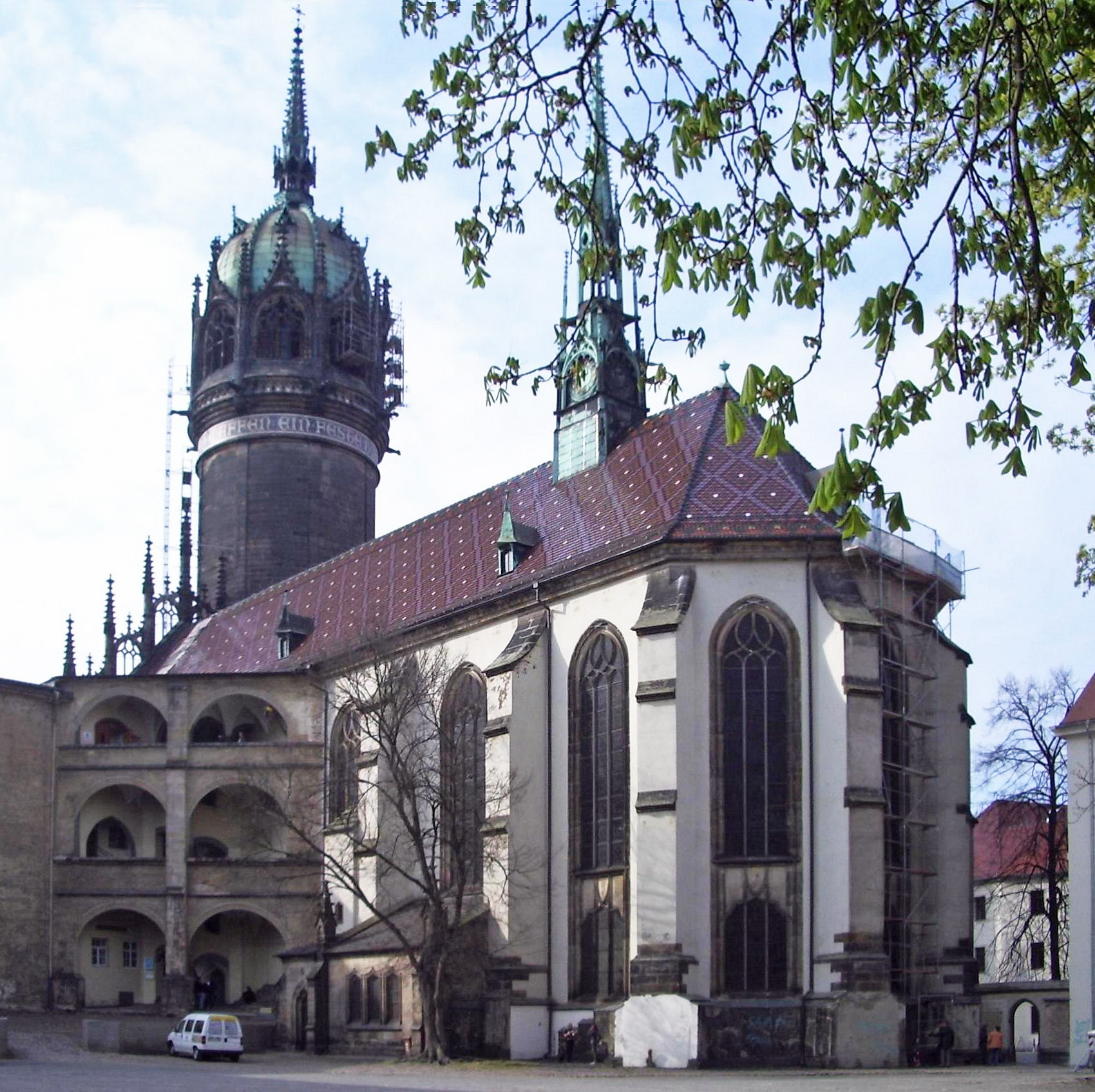
Schlosskirche zu Wittenberg

Die EKD ist Eigentümer folgender dreier Kirchen:
- Versöhnungskirche (Dachau)
- Christuskirche (Rom)
- Schlosskirche (Lutherstadt Wittenberg)[48]

## Sexueller Missbrauch
In der Evangelischen Kirche in Deutschland ist sexueller Missbrauch aktenkundig geworden. Bis Anfang 2021 hatten sich ca. 900 Betroffene gemeldet. Die Aufarbeitung läuft schleppend, wofür von der Evangelischen Kirche unter anderem ihre föderalen Strukturen als Ursache genannt werden. Kritisiert wird die mangelnde Unabhängigkeit der kirchlichen Kommissionen zur Aufklärung des Missbrauchs. Im Januar 2024 veröffentlichte ein von der EKD beauftragtes unabhängiges Forscherteam eine Studie zu sexualisierter Gewalt in der EKD. Nach Recherchen des ARD-Magazins Monitor beklagten an dem Studienprojekt beteiligte Forscher, dass sie für die Erhebung der Gesamtzahlen auf Daten aus Personalakten verzichten mussten; die Studie dokumentiere nur einen Bruchteil der Missbrauchsfälle.

## Sonstiges

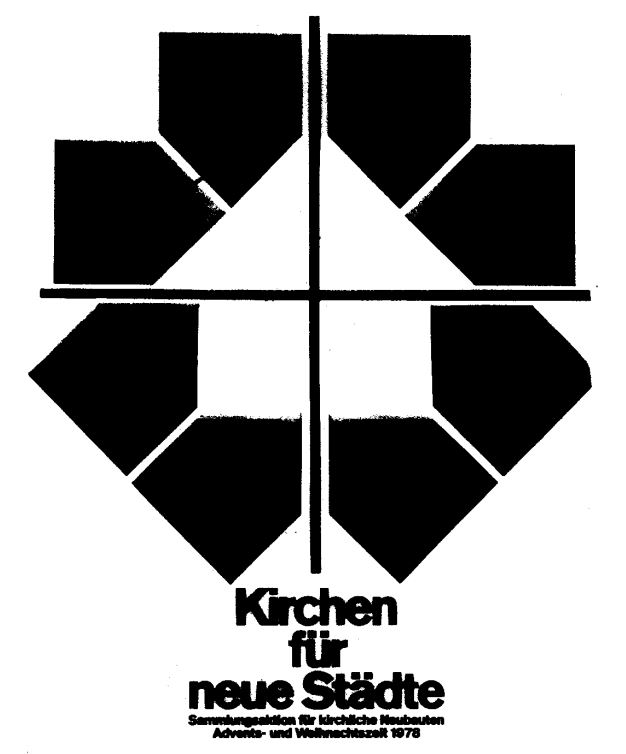
Logo der EKD-Sammlungsaktion „Kirchen für neue Städte“ 1978

- Die EKD führte in der Advents- und Weihnachtszeit 1978 unter dem Motto „Kirchen für neue Städte“ eine Spenden-Sammlungsaktion für das gleichnamige Kirchenbauprogramm in der DDR durch.[53]